# Anne Grete Anshelm
Anne Grete Anshelm, född 31 januari 1921 i Köpenhamn, död 1984, var en dansk-svensk tecknare.
Hon var dotter till snickaren Emanuel Sørensen och Ingeborg Andersen samt gift första gången 1941 med Ole Sarvig och andra gången från 1946 med Klas Anshelm. Hon flyttade till Sverige 1945. Anshelm studerade vid Kunsthaandværkerskolen och Teknisk Skole i Köpenhamn. Separat debuterade hon med en utställning i Köpenhamn 1941 och har därefter ställt ut separat i bland annat Stockholm och Lund. Hon var rikligt representerad i Publicistklubben och Sveriges allmänna konstförenings utställning Danska tecknare som visades i Stockholm och Malmö 1950. Som illustratör har hon bland annat illustrerat Guy de Maupassants Utvalgte Noveller, Mogens Lincks Lille menneskebarn och Jens August Schades Mennesker mødes og sød musik opstaar i Hjertet hon har dessutom utfört teckningar till periodiska tidskrifter och dagspressen under signaturen Anne Grete. Hon donerade 8 000 originalteckningar till Det Kongelige Bibliotek i Köpenhamn och instiftade Tegneren Annes Gretes Fond som förutom ett ekonomiskt stöd gav rätten att vistas en månad i släktens hus i Provence. Astrid Louise Walther gav ut boken Tegneren Anne Grete Anshelm (1921-1984) - Præsentation af den danske bogillustrator og bladtegner A.G.A. som jämförde hennes erotiska teckningar med den franska teckningsstilen.